# Ministério das Relações Exteriores (Finlândia)
| Ministério das Relações Exteriores      |                |
| Merikasarmi 22, Helsinque um.fi/etusivu |                |
|                                         |                |
| Atual ministro                          | Pekka Haavisto |

O Ministério das Relações Exteriores (em finlandês: ulkoministeriö) é o setor governamental responsável pela administração e implementação da política externa da Finlândia. Suas principais tarefas incluem assuntos relacionados à diplomacia do país com outras nações e assuntos correlacionados, tais como segurança e comércio. É um dos doze ministérios do governo finlandês e atualmente chefiado pelo ministro Pekka Haavisto.